# الأبرياء (فلم 2016)
الأبرياء (بالفرنسية: Les Innocentes) هو فيلم فرنسي من إخراج آن فونتين وبطولة لو دي لاج، اجاتا بوزيك، أجاتا كولسزا، فينسنت مكاين وجوانا كوليغ، صدر الفيلم في 10 فبراير 2016.

## وصلات خارجية
- مقالات تستعمل روابط فنية بلا صلة مع ويكي بيانات